# Scantinia
Scantinia va ser una antiga llei romana datada possiblement l'any 227 aC, que va agafar el seu nom de Gai Escantini Arici, que era el condemnat del crim de què tractava la llei, o bé del tribú de la plebs Gai Escantini que la devia proposar.
Castiga l'anomenat pecatus nefandus (que incloïa la pederàstia i la homosexualitat, entre d'altres) amb una forta multa. Alguns suposen que el càstig era fins i tot la pena de mort, però probablement aquesta pena no es va imposar fins al segle iv sota els primers emperadors cristians, Constantí I el Gran i Constanci II.